# Viasat Crime/Nature
Viasat Crime/Nature eller Viasat Nature/Crime er en dansk tv-kanal, og der viser krimi- og naturprogrammer. Programmer er delt op, så der vises natur- og dyreprogrammer fra 06:00 til 20:00, mens der fra 20:00 til 00:00 sendes krimiserier.
Kanalen ejes af Viasat.
| Fjernsyn | Spire Denne artikel om et tv-program er en spire som bør udbygges. Du er velkommen til at hjælpe Wikipedia ved at udvide den. |